# Šacký národní přírodní park
Šacký národní přírodní park (ukr. Шацький національний природний парк) je národní přírodní park vyhlášený 28. prosince 1983 na území 489,77 km² na západní Ukrajině ve Volyňské oblasti k ochraně ekosystému Šackých jezer.